# Magica (Dio)
Magica è l'ottavo album della heavy metal band dei Dio, uscito  nel 2000.

## Tracce
1. Discovery – 0:54 –  (Dio)
2. Magica Theme – 1:16 –  (Dio)
3. Lord of the Last Day – 4:04 –  (Dio)
4. Fever Dreams – 4:37 –  (Dio)
5. Turn to Stone – 5:19 –  (Dio, Goldy)
6. Feed My Head – 5:39 –  (Dio, Goldy)
7. Eriel – 7:35 –  (Dio, Goldy)
8. Challis – 4:25 –  (Dio, Goldy)
9. As Long as It's Not About Love – 6:04 –  (Dio, Goldy)
10. Losing My Insanity – 5:04 –  (Dio, Goldy)
11. Otherworld – 4:56 –  (Dio, Goldy)
12. Magica (Reprise) – 1:53 –  (Dio, Goldy)
13. Lord of the Last Day (Reprise) – 1:44 –  (Dio)
14. Magica Story – 18:26 –  (Dio, Goldy)

## Formazione
- Ronnie James Dio - voce
- Craig Goldy - chitarra
- Jimmy Bain - basso
- Simon Wright - batteria
- Scott Warren - tastiere